# Sosnová (district de Česká Lípa)
Pour les articles homonymes, voir Sosnová.
Sosnová  (en allemand : Künast) est une commune du district de Česká Lípa, dans la région de Liberec, en République tchèque. Sa population s'élevait à 709 habitants en 2021.

## Géographie
Sosnová se trouve à 3 km au sud du centre de Česká Lípa, à 39 km à l'ouest-sud-ouest de Liberec et à 65 km au nord de Prague.
La commune est limitée par Česká Lípa au nord et à l'est, par Provodín au sud-est, par Zahrádky au sud, et par Kvítkov à l'ouest.

## Histoire
La première mention écrite du village date de 1554.

## Transports
Par la route, Sosnová se trouve à 5 km de Česká Lípa, à 53 km de Liberec et à 86 km de Prague.